# ریچارد دیویس (بازیکن فوتبال)
ریچارد دیویس (انگلیسی: Richard Davies؛ زادهٔ ۱۵ مهٔ ۱۹۹۰) بازیکن فوتبال اهل بریتانیا است.
از باشگاه‌هایی که در آن بازی کرده‌است می‌توان به باشگاه فوتبال سولیهال مورس، باشگاه فوتبال تلفورد یونایتد، باشگاه فوتبال بارو، و باشگاه فوتبال والسال اشاره کرد.